# Melbourne Rebels (féminines)
Pour les articles homonymes, voir Rebels.
Ne doit pas être confondu avec Melbourne Rebels.
Les Melbourne Rebels sont une franchise fédérale féminine australienne de rugby à XV basée à Melbourne et régie par la fédération du Victoria (en). Fondée en 2017, l'équipe a disputé le Super Rugby Women's jusqu'en 2024. L'équipe a été retirée de la compétition à la suite de graves difficultés financières.

## Histoire

### Création et identité
En décembre 2017, la fédération australienne annonce le lancement d'une compétition féminine nationale de rugby à XV : le Super W. La compétition doit débuter en mars 2018 et inclut la participation des Melbourne Rebels. L'équipe reprend le nom, les couleurs et le logo de la franchise masculine.

### Les débuts: des défaites
La première entraineuse de la franchise est l'ancienne internationale australienne Alana Thomas (en). Elle sélectionne trente joueuses ; parmi celle-ci Ashley Marsters qui a disputé la Coupe du monde 2014, l'internationale samoane Sharlene Fagalilo, la jeune septiste Janita Kareta (18 ans). La capitaine est Jayne Kareroa, internationale en rugby à XIII avec les Îles Cook. La première saison (en) est difficile : quatre défaites, aucun point de bonus et un goal-average négatif de plus de deux-cent points. À la fin de la compétition, une seule joueuse est convoquée avec les Wallaroos : la demi de mêlée Georgia Cormick (en).
Après une année de prospection à la recherche des jeunes talents du Victoria, où le footy est le sport roi, les Rebels tentent d'attirer de nouvelles joueuses, si jeunes que bien souvent les discussions se font avec les parents. Meretiana Robinson est la nouvelle capitaine. Non seulement les Rebels perdent à nouveau tous leurs matchs pendant cette saison 2019 (en), mais le goal-average s'alourdit avec -263 points, soit un écart moyen de 65 points par match. Ashley Marsters et Georgia Cormick sont les seules joueuses appelées en équipe nationale.
Après deux saisons sans victoire, les Rebels tentent de renouveler l'effectif. Ainsi, en 2020 (en), ce sont pas moins de vingt nouvelles joueuses qui rejoignent l'équipe. Parmi elles, l'internationale des moins de 20 ans française Nawel Remini, Ashleigh Walker et la rameuse olympique Sally Kehoe (en) (34 ans) qui vient de mettre un terme à sa carrière en aviron. Peter Breen, spécialiste du jeu au pied, s'ajoute à l'encadrement technique. Malgré une défaite à cent points contre les Queensland Reds, les Rebels remportent la première victoire de leur histoire à Perth et ne s'inclinent que de trois points contre les Brumbies. Et pour la première fois, elles ne terminent pas dernières.

### Beaucoup de défaites
En 2021 (en), Alana Thomas sélectionne trente-quatre joueuses, dont seulement onze ont joué la saison 2020. L'effectif est donc à nouveau bouleversé avec vingt-trois recrues. Dans cette édition en deux poules, les Rebels finissent encore sans victoire et dernières. Trois joueuses sont appelées avec les Wallaroos : Georgia Cormick, Tiarah Minns et Ashleigh Walker.
Pour la première fois en 2022 (en), l'effectif est stabilisé avec vingt-six joueuses qui prolongent. Les Rebels intègrent quelques débutantes comme Tangata Tupou, Claire Ryan, Seiloga Taisi et Abigail Curtin. Mel Kawa est nommée capitaine. L'équipe obtient un nul contre les Brumbies mais le dernier match de la compétition face à la Western Force est annulé à cause de plusieurs cas de Covid-19 dans l'effectif. Ashley Marsters est la seule joueuse appelée pour la Coupe du monde.
Après cinq années d'exercice, Alana Thomas passe la main pour l'exercice 2023 (en). Les Rebels nomment un nouvel entraineur en la personne de Jason Rogers. Il est assisté par Silei Etuale (en) et Luke Crameri. L'effectif compte trente-deux joueuses. Ashley Marsters est nommée capitaine en l'absence de Mel Kawa. Les Rebels recrutent Mia-Rae Clifford (en), une joueuse de footy. L'équipe termine à nouveau sa saison sans victoire, à la dernière place. À l'issue de la compétition, Meretiana Robinson, présente depuis la naissance de l'équipe, annonce sa retraite.

### Une situation financière ultra précaire
En 2024, Mel Kawa revient après sa grossesse. L'équipe recrute la troisième ligne Grace Hamilton, plusieurs fois titrée avec les Waratahs et ancienne capitaine des Wallaroos. Les Rebels battent les Reds et perdent de deux points contre les Brumbies. L'équipe termine à la cinquième place. À l'issue de la compétition, la nouvelle sélectionneuse des Wallaroos Joanne Yapp convoque Ashley Marsters pour préparer la Pacific Four Series, ainsi que la néophyte Tiarah Minns. L'existence de l'équipe est toutefois remise en cause à la suite des difficultés financières de la franchise. Placés sous administration judiciaire, les Rebels ont environ quatorze millions d'euros de dette cumulée et seraient insolvables depuis 2018. C'est la fédération australienne qui paie tous les salaires pour éviter un naufrage trop brutal, mais uniquement pour l'exercice 2024. Au mois de mai, Rugby Australia recale le consortium d'investisseurs qui étaient prêts à reprendre la franchise. Si le sort de l'équipe masculine semble scellé, la fédération annonce que la décision concernant la section féminine sera prise plus tard dans l'année.
Au mois d'octobre 2024, la fédération australienne annonce le retrait de l'équipe et un Super Rugby Women's 2025 à cinq équipes.

## Palmarès

### Bilan par saison
| Saison    | Classement   | pts | MJ | G | N | P | PM | PE  | Dif. | B | Phase finale                                    |
| --------- | ------------ | --- | -- | - | - | - | -- | --- | ---- | - | ----------------------------------------------- |
| 2018 (en) | 5e           | 0   | 4  | 0 | 0 | 4 | 21 | 239 | -218 | 0 | non qualifié                                    |
| 2019 (en) | 5e           | 0   | 4  | 0 | 0 | 4 | 22 | 285 | -263 | 0 | non qualifié                                    |
| 2020 (en) | 4e           | 6   | 4  | 1 | 0 | 3 | 59 | 188 | -129 | 3 | annulée                                         |
| 2021 (en) | 3e (poule B) | 3   | 3  | 0 | 1 | 2 | 17 | 47  | -30  | 1 | Finale pour 5e place (8-10 contre les Brumbies) |
| 2022 (en) | 5e           | 2   | 4  | 0 | 1 | 3 | 37 | 205 | -168 | 0 | non qualifié                                    |
| 2023 (en) | 6e           | 1   | 5  | 0 | 0 | 5 | 40 | 154 | -114 | 1 | non qualifié                                    |
| 2024      | 5e           | 7   | 5  | 1 | 0 | 4 | 85 | 136 | -51  | 3 | non qualifié                                    |